# Aegina
Aegina (tiếng Hy Lạp: Αίγινα, Aígina [ˈeʝina], tiếng Hy Lạp cổ: Αἴγῑνα) là một đảo thuộc quần đảo Saronikos trong vịnh Saronikos của Hy Lạp, cách Athens 27 kilômét (17 dặm). Truyền thuyết kể rằng hòn đảo lấy tên từ Aegina, mẹ của anh hùng Aeacus, người sinh ra trên đảo và sau đó trở thành vua. Vào thời cổ đại Aegina là một "đối thủ" của Athens, một thế lực trên biển Hy Lạp.